# Ștefan Maimescu
Ștefan Maimescu este un jurnalist și politician din Republica Moldova, membru al primului Parlament al Republicii Moldova (1990–1994).
Ștefan Maimescu este unul din cei 278 de delegați care au votat în unanimitate Declarația de Independență a Republicii Moldova, la 27 august 1991.
În anii 1980, Ștefan Maimescu a fost corespondent al Gosteleradio.

## Distincții și decorații
- Ordinul Republicii (2012)[1]
- Medalia „Meritul Civic” (1996)[2]